# 上梨トンネル
上梨トンネル（かみなしトンネル）は、富山県南砺市上梨と中畑を結ぶ、国道156号のトンネルである。

## 諸データ
- 総延長 - 1,050 m[1]
- 幅員 - 9.25 m[1]
- 総事業費 - 14億4,000万円[1]

## 概要
当トンネルは1967年（昭和42年）から実施された国道156号改良事業の一環として。1975年（昭和50年）9月に着工した。工事は地質が悪く、特に下梨側は転石が積み重なっており、湧水にも悩まされた。また、トンネル上部を通る国道の通行に支障を与えない様、特殊なパイプルーフェ工法を採用するなど、難工事となった。1977年（昭和52年）8月に貫通し、1978年（昭和53年）12月16日に開通した。これにより、庄川沿いの険しく雪崩、落石、土砂崩れが相次ぐ旧道を経由せずに済むようになったため、冬季間の通行がスムーズになった。